# Herschbach (Oberwesterwald)
Herschbach (Oberwesterwald) ist eine Ortsgemeinde im Westerwaldkreis in Rheinland-Pfalz. Sie gehört der Verbandsgemeinde Wallmerod an. Herschbach ist ein staatlich anerkannter Erholungsort.

## Geographie
Die Gemeinde liegt im Westerwald zwischen Montabaur und Westerburg.
Die Ortsteile der Gemeinde sind Herschbach, Wahnscheid und Lochheim. Zudem gehört der Wohnplatz Wahnscheider Hof zur Gemeinde.

## Geschichte
Herschbach wurde im Jahre 1290 als Haderichsbach erstmals urkundlich erwähnt.
Am 1. Januar 1976 wurde der Namensbestandteil „(Oberwesterwaldkreis)“ in „(Oberwesterwald)“ geändert.
Der heutige Ortsteil Wahnscheid wird erstmals 1219 urkundlich genannt. Mit diesem Dokument und noch bis 1352 wird eine niederadlige Familie aus dem Ort genannt, die später unter dem Namen Köth in Limburg und dann in Rheinhessen ansässig waren.
Bevölkerungsentwicklung
Die Entwicklung der Einwohnerzahl von Herschbach (Oberwesterwald), die Werte von 1871 bis 1987 beruhen auf Volkszählungen:
| Jahr | Einwohner |
| ---- | --------- |
| 1815 | 330       |
| 1835 | 413       |
| 1871 | 476       |
| 1905 | 497       |
| 1939 | 529       |
| 1950 | 546       |
| 1961 | 624       |

| Jahr | Einwohner |
| ---- | --------- |
| 1970 | 731       |
| 1987 | 760       |
| 1997 | 913       |
| 2005 | 972       |
| 2011 | 956       |
| 2017 | 911       |
| 2023 | 949       |

## Politik

### Bürgermeister
Matthias Wolters wurde 2024 vom Gemeinderat zum Ortsbürgermeister von Herschbach gewählt.
Sein Vorgänger war Christof Kegler seit Sommer 2014.
Dessen Vorgänger war Sven Heibel.

### Wappen
| Wappen von Herschbach | Blasonierung: „Spätgotischer Rundschild. Gespalten durch eine eingebogene schwarze Spitze, darin ein silberner, gold bewehrter Adler. Vorne in Gold ein blauer Wellenbalken. Hinten in Silber ein rotes geschaffenes Hochkreuz.“ |
| Wappen von Herschbach | |

## Verkehr
Direkt durch den Ort verläuft die Bundesstraße 8, die Limburg an der Lahn und Hennef (Sieg) verbindet.
Herschbach liegt an der stillgelegten und teilweise abgebauten Bahnstrecke Herborn–Montabaur.
Die nächste Autobahnanschlussstelle ist Montabaur an der Bundesautobahn 3 (Köln–Frankfurt am Main), etwa elf Kilometer entfernt. Der nächstgelegene ICE-Halt ist der Bahnhof Montabaur an der Schnellfahrstrecke Köln–Rhein/Main.